# Riesgo de crédito
El riesgo de crédito es la posible pérdida que asume un agente económico como consecuencia del incumplimiento de las obligaciones contractuales que incumben a las contrapartes con las que se relaciona. El concepto se relaciona habitualmente con las instituciones financieras y los bancos, pero afecta también a empresas y organismos de otros sectores.

## Introducción
Dentro de la actividad bancaria, que normalmente se define como el ejercicio conjunto de la captación de ahorros y la oferta de crédito, la asunción de riesgos es natural, como en muchas actividades humanas. Entre los riesgos relacionados con la intermediación crediticia, el riesgo de crédito asume una importancia particular. Se define de manera más simple como la posibilidad de que un prestatario bancario o una contraparte no cumpla correctamente al vencimiento de las obligaciones pecuniarias asumidas como principal e intereses. Siempre que esto sucede, un préstamo es moroso. Entre los principales componentes del riesgo, la Probabilidad de Incumplimiento (PD) y la Pérdida en Caso de Incumplimiento (LGD) han sido objeto de mayor interés para la investigación. Normalmente, el modelo logit se utiliza para predecir ambos componentes. Las razones financieras se utilizan para estimar la PD. El tiempo de recuperación y la presencia de garantías se utilizan como covariables de la LGD.

## Tipos de riesgo de crédito
Una primera clasificación de los distintos tipos de riesgo de crédito puede realizarse en función de tipo de agente que lo soporta. 

### Soportado por particulares
Los particulares se enfrentan a un riesgo de crédito cuando depositan su dinero en un banco, lo prestan, o firman contratos en los que se los obliga a realizar un depósito (como en un contrato de alquiler). De ser empleados de una empresa también están expuestos al riesgo de que ésta no haga efectivos sus salarios. El riesgo de pérdida puede afectar el futuro financiero de un individuo.
En algunos países, los gobiernos reconocen que la capacidad de los ciudadanos para evaluar su riesgo de crédito es limitada y que éste, por tanto, podría reducir la eficiencia de la economía. De ahí una serie de leyes como las que protegen a los depositantes en bancos. En el caso español el gobierno, a través del Fondo de garantía de depósitos ofrece tales garantías.

### Soportado por empresas
Las empresas están expuestas al riesgo de crédito cuando venden a plazo. Muchas compañías cuentan con departamentos de riesgos cuya labor consiste en estimar la salud financiera de sus clientes para determinar si es posible venderles a crédito o no. En ocasiones utilizan para tal fin los servicios de compañías externas especializadas en la valoración del riesgo como, en el caso español, axesor, Informa o Iberinform y ahora también Infocif]. Muchas empresas aseguradoras ofrecen, además, seguros de crédito que cubren ciertos tipos de impago.

### Soportado por instituciones financieras frente a clientes particulares
Las entidades financieras soportan un riesgo de crédito cuando prestan dinero a sus clientes particulares a través de productos tales como tarjetas de crédito, hipotecas, líneas de crédito o préstamos personales. 
La mayoría de los bancos desarrollan modelos para asignar a sus clientes niveles de riesgo. Estos niveles de riesgo se suelen utilizar tanto para determinar los límites de los préstamos y líneas de crédito (como en tarjetas) como para exigir primas adicionales en forma de tipos de interés más elevados.

### Soportado por instituciones financieras frente a clientes corporativos
Las instituciones financieras también se enfrentan a un riesgo de crédito cuando prestan dinero a otras empresas y organismos. Usualmente, los bancos ofrecen tipos de interés que dependen de la probabilidad de incumplimiento del deudor, exigen garantías y en ocasiones, imponen restricciones adicionales (como la de limitar los dividendos o la imposibilidad de endeudarse por encima de ciertos límites).
Un mecanismo reciente para protegerse de los incumplimientos es el de los derivados de crédito, como los credit default swaps. 

## Pérdidas esperadas e inesperadas
Para la gestión del riesgo de crédito suelen utilizarse los conceptos de pérdidas esperadas e inesperadas. La pérdida esperada en una transacción es la esperanza matemática del posible quebranto. Generalmente, suele calcularse como el producto de:
- La probabilidad de incumplimiento, es decir, la probabilidad de que el deudor no cumpla con sus obligaciones.
- Exposición en riesgo, o tamaño de la deuda.
- Pérdida en caso de incumplimiento, que es una estimación de la parte que realmente se pierde en caso de incumplimiento tras ejecutarse las garantías, etc.

Esta manera de calcular la pérdida esperada es puramente operativa: suele corresponder a departamentos distintos el estimar las probabilidades de incumplimiento, exposiciones en riesgo y las pérdidas en caso de incumplimiento. 
La pérdida esperada es aditiva: la pérdida esperada en un portfolio de préstamos es la suma de las pérdidas esperadas de los préstamos que la componen. 
Las entidades financieras están obligadas por sus reguladores a mantener reservas (o provisiones) para cubrirlas.
Una variable aleatoria, como la de la pérdida de un portfolio de préstamos, aparte de una media (recogida por la pérdida esperada) tiene también una varianza que puede hacer que la pérdida real en un periodo de tiempo exceda sustancialmente a la esperada. La pérdida inesperada recoge dicha variación y suele definirse como un percentil dado de la distribución de pérdidas. 
Generalmente, los reguladores bancarios exigen que las entidades financieras tengan capital suficiente como para poder absorber pérdidas inesperadas de un tamaño dado. El marco regulatorio de Basilea II establece normas para estimar el tamaño de dicho colchón de capital.
Las pérdidas inesperadas no son aditivas dado que dependen en gran medida de la correlación entre las distintos préstamos que componen un portfolio.

## Cálculo del riesgo de crédito
El riesgo de crédito se calcula a través de tres componentes fundamentales:
- PD (Probability of default), o probabilidad de incumplimiento.
- LGD (Loss Given Default), o pérdida dado el incumplimiento (también se conoce como "severidad", indicando la gravedad de la pérdida).
- EAD (Exposure At Default), o exposición en el momento del incumplimiento.

## Tipos de riesgo de crédito
Los tipos de riesgo de crédito se clasifican de la siguiente manera
1. Proporciones de riesgo de crédito (Credit Risk Ratios)

- Provisión para pérdidas de préstamos (LLP)
- Relación de cobertura (CovR)
- Coste del riesgo (CoR)
- Préstamos en mora (NPL)

1. Cancelaciones (Write-Offs)
2. Riesgo de pago anticipado (Prepayment Risk)

## Gestión del riesgo de crédito para entidades de crédito en España
La norma que regula a gestión del riesgo de crédito para entidades de crédito en España es la Circular 03/2008 del Banco de España, según la cual, las entidades de crédito están obligadas a cubrir tanto sus pérdidas esperadas como las inesperadas.

### Gestión de las pérdidas esperadas
De acuerdo con el Anejo IX de la Circular 04/2004 del Banco de España, toda entidad debe clasificar todos los riesgos que haya asumido en una de estas cinco categorías:
- Riesgos fallidos, que son los irrecuperables para la entidad y que han de ser dados de baja de su balance.
- Riesgos subestándar, que son los correspondientes a contrapartidas pertenecientes a sectores económicos o regiones geográficas que atraviesen por problemas económicos. También reciben esta calificación los riesgos mal documentados.
- Riesgos dudosos por razón de la morosidad del cliente, que son aquellos préstamos concedidos a deudores que ya han incumplido alguna de las obligaciones asumidas contractualmente, siempre y cuando el primer incumplimiento tenga una antigüedad mínima de tres meses.
- Riesgos dudosos por razón distinta de la morosidad del cliente o mora subjetiva, que se aplica a préstamos considerados por la entidad de dudoso cobro a pesar de no haber caído en los casos contemplados en el epígrafe anterior.
- Riesgos normales, que son el resto. No obstante, el Banco de España también exige una subclasificación de este tipo de riesgos en siete categorías en función del riesgo aparente: sin riesgo apreciable, riesgo bajo, riesgo medio-bajo, riesgo medio, riesgo medio-alto, riesgo alto y riesgos en seguimiento especial.

Los riesgos fallidos han de ser dados de baja del balance y no exigen cobertura ulterior alguna. Con respecto de los demás:
- En el caso de los riesgos dudosos, el Banco de España exige la constitución de una provisión específica. El importe de dicha provisión depende de los calendarios de dotación fijados por Banco de España en su Anejo IX (para los morosos) y de la estimación de pérdida realizado por la Entidad (en el caso de la mora subjetiva).
- En el caso de los riesgos subestándar, el Banco de España también exige la constitución de una provisión específica.
- En el caso de los riesgos normales, el Banco de España exige la constitución de una provisión genérica, calculada según lo dispuesto por el Anejo IX de la Circular 04/2004, que cubra la mora latente.

Los modelos para estimar la pérdida esperada deben ser aprobados por el Banco de España.

### Gestión de las pérdidas inesperadas
Las demandas no esperadas (y, por lo tanto, no cubiertas mediante provisiones) deben ser cubiertas patrimonialmente: el Banco de España exige en su Circular 03/2008 que las entidades mantengan unos Recursos Propios Computables (capital) iguales o superiores a los Requerimientos Mínimos de Capital, que, en el caso de riesgo de crédito, ascienden a un 8% de la exposición al riesgo de crédito ponderado por tipo de riesgo.